# Janusz Minkiewicz

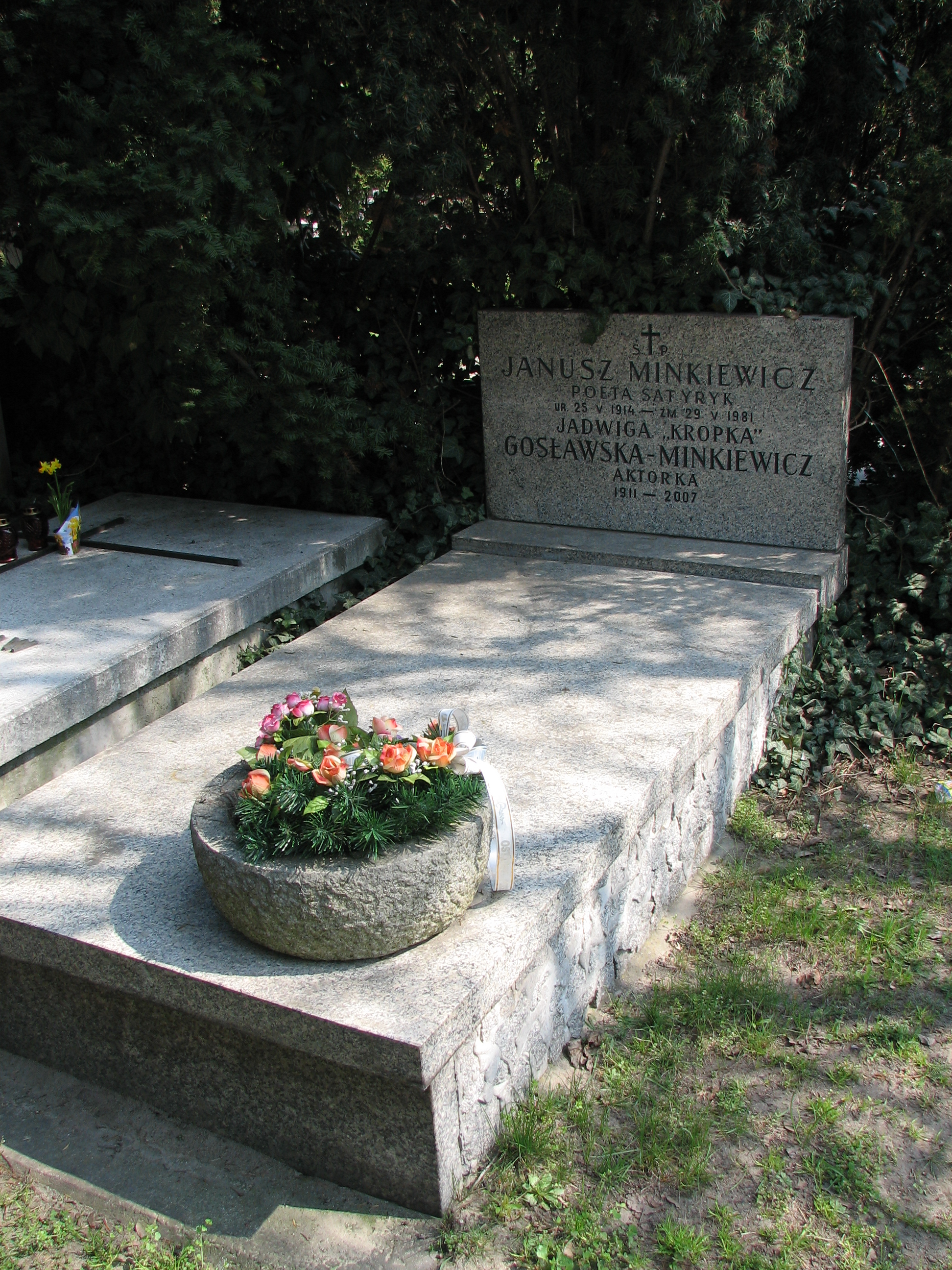
Grób Janusza Minkiewicza i jego żony Jadwigi na cmentarzu Wojskowym na Powązkach w Warszawie

Janusz Minkiewicz (ur. 25 czerwca 1914 w Petersburgu, zm. 29 maja 1981 w Warszawie) – polski pisarz, satyryk.

## Życiorys
Urodził się w rodzinie Wacława, prawnika cywilisty, i Emilii z Rodziewiczów. Uczył się w Państwowym Gimnazjum im. Stefana Batorego w Warszawie, a później w szkołach: w Milanówku, Zakopanem i Rabce, ukończył Liceum im. Ziemi Mazowieckiej. Od 1933 studiował filozofię na Uniwersytecie Warszawskim.
W Wilnie, w kawiarni Biały Sztral założył kabaret Ksantypa, którym w latach 1940–1941 kierował.
Był kontynuatorem poezji Skamandrytów. Po przenosinach do Warszawy współpracował z okupacyjnymi teatrami jawnymi. W duecie ze Stefanem Strausem, pod pseudonimem „Struś i Kieliszek” pisał teksty do rewii i operetek, m.in. Moczymy nogi, czyli porwanie pupilek, wystawione w Teatrze Małych Form w grudniu w 1943.
Wydał m.in. zbiory wierszy Nic świętego (1939), Kazania i skargi (1946), Pigułki (1951), Sonety warszawskie i pierwsze wiersze (1956), Wiersze wybrane 1944–1954 (1954). Był ponadto autorem humoresek, felietonów satyrycznych, szopek politycznych (wraz ze Świętopełkiem Karpińskim), polskiego libretta do operetki Piękna Helena Offenbacha, utworów dla dzieci (zbiór wierszy Lenin w Poroninie, 1951; Ikar i spółka, 1949; Miś z parasolem, 1946 i inne). Współpracował z „Przekrojem”, „Szpilkami”, „Cyrulikiem Warszawskim”. Zajmował się przekładami, głównie literatury rosyjskiej. Jest autorem wiersza Lenin w Poroninie mylnie przypisywanego Julianowi Tuwimowi.
W 1955 roku otrzymał Nagrodę Państwową II stopnia za twórczość satyryczną w minionym dziesięcioleciu oraz Medal 10-lecia Polski Ludowej.
Zmarł w Warszawie, pochowany na cmentarzu Wojskowym na Powązkach (kwatera C37-3-8).